# 成都绕城高速公路
成都绕城高速公路（中国国家高速公路网编号：G4202，曾被编号为G4201），全长85公里，双向6车道，是成都环状加放射形高速公路网的重要组成部分，与成都各高速公路都有互通式立交桥相通，建成于2001年12月16日。2017年，成都市人民政府原則上同意命名成都绕城高速公路为“四环路”。

## 历史
成都第一绕城高速耗资43亿元，全长85公里，设计时速100公里，并建设了良好的绿化带。全路有互通式立交桥11座、分离式立交桥30座，于2001年12月16日正式通车。成都第一绕城高速曾经是西南惟一、全国最长的绕城高速路。
2005年初，国家颁发《中国高速公路网规划》并且按照此规则对成都绕城高速编号进行指导，并命名为G4201。
2017年至2019年，根据《公路路线标识规则和国道编号》，交通运输部开展国家公路网命名调整工作，将成都绕城高速编号更改为G4202。

## 收费
自2007年12月1日零时起，成都籍已缴纳“五路一桥”年费的川A牌照车辆通行成都绕城高速时，将由“五路一桥管理处”统筹缴纳车辆通行费，车主全额免单，但仍要执行进站领卡出站刷卡制度。其余车辆正常收费。目前对牌照为川A、川G的车辆免收通行费。其他牌照一类车基本是每两个出口间5元。
但从2019年12月1日起，仅合法装载并安装使用ETC装置的成都籍车辆，在通行以上两条高速时，享受免费通行的优惠政策，由成都市政府财政、成温邛高速沿线区县政府财政统一缴纳高速公路通行费。未安装ETC装置的成都籍车辆，需自行承担高速公路车辆通行费。

## 出入口及服务设施
| 地区                                                                                         | 里程 | 类型                                       | 名称                  | 连接                          | 说明                     |
| -------------------------------------------------------------------------------------------- | ---- | ------------------------------------------ | --------------------- | ----------------------------- | ------------------------ |
| 成都市 新都区                                                                                | 0/85 | 出入口                                     | 三河场立交            | 蓉都大道                      |                          |
| 成都市 新都区                                                                                | 5    | 枢纽                                       | 白鹤林立交            | 成绵高速公路 成都城北出口高速 |                          |
| 成都市 新都区                                                                                | 9    | 枢纽                                       | 成金青立交            | 汉蓉高速 成金青快速路         |                          |
| 成都市 成华区                                                                                |      | 枢纽                                       | 龙潭立交              | 成巴高速 双龙路               |                          |
| 成都市 龙泉驿区                                                                              | 16   | 枢纽                                       | 螺蛳坝立交            | 成南高速公路                  |                          |
| 成都市 龙泉驿区                                                                              | 19   | 枢纽                                       | 成洛枢纽              | 渝蓉高速公路 成洛大道         |                          |
| 成都市 龙泉驿区                                                                              | 21   | 出入口 · 停车场 · 加油设施 · 修车站 · 餐厅 | 绕城东服务区          | 绕城东服务区                  | 可从外环方向前往内环方向 |
| 成都市 龙泉驿区                                                                              | 23   | 出入口                                     | 狮子立交              | 狮子立交                      |                          |
| 成都市 龙泉驿区                                                                              | 29   | 出入口                                     | 成龙立交              | 成龙大道                      |                          |
| 成都市 锦江区                                                                                | 32   | 枢纽                                       | 白鹭湾枢纽互通        | 成资渝高速                    |                          |
| 成都市 锦江区                                                                                | 34   | 枢纽                                       | 江家立交              | 蓉遵高速 锦阳大道             |                          |
| 成都市 武侯区                                                                                | 38   | 出入口                                     | 濯锦立交              | 科华南路 天府大道             |                          |
| 成都市 武侯区                                                                                | 40   | 出入口                                     | 锦城湖立交            | 剑南大道                      |                          |
| 成都市 双流区                                                                                | 41   | 枢纽                                       | 白家立交              | 成雅高速公路                  |                          |
| 成都市 双流区                                                                                | 43   | 枢纽                                       | 机场立交              | 成峨高速                      |                          |
| 成都市 双流区                                                                                | 51   | 出入口                                     | 接待寺立交            | 双楠大道                      |                          |
| 成都市 双流区                                                                                | 54   | 出入口                                     | 江安立交              | 成新蒲快速路                  |                          |
| 成都市 青羊区                                                                                | 58   | 出入口                                     | 光华立交              | 光华大道                      |                          |
| 成都市 青羊区                                                                                | 60   | 枢纽                                       | 文家场立交            | 成名高速公路 日月大道快速路   |                          |
| 成都市 郫都区                                                                                | 64   | 出入口 · 停车场 · 加油设施 · 修车站 · 餐厅 | 永宁立交 绕城西服务区 | 永宁大道 芙蓉大道             |                          |
| 成都市 郫都区                                                                                | 67   | 枢纽                                       | 犀浦立交              | 蓉昌高速 西芯大道             |                          |
| 成都市 郫都区                                                                                | 72   | 出入口                                     | 蜀源立交              | 蜀源大道                      |                          |
| 成都市 新都区                                                                                | 78   | 枢纽                                       | 大丰立交              | 成彭高速公路 金丰高架         |                          |
| 成都市 金牛区                                                                                | 81   | 出入口                                     | 北新立交              | 北星大道                      |                          |
| 成都市 金牛区                                                                                | 84   | 出入口                                     | 货运大道              | 货运大道                      |                          |
| 1.000 英里 = 1.609 千米；1.000 千米 = 0.621 英里 并行路段 • 已关闭／取消 • 限制进入 • 未开放 |      |                                            |                       |                               |                          |